# Rachael Adhiambo Mbogo
Rachael Adhiambo Mbogo (20 de dezembro de 1982) é uma jogadora de rugby sevens queniana.

## Carreira
Rachael Adhiambo Mbogo integrou o elenco da Seleção Queniana Feminina de Rugbi de Sevens, na Rio 2016, que foi 11º colocada.